# Факултет за математику и рачунарске науке Алфа БК универзитета
Факултет за математику и рачунарске науке Алфа БК универзитета је један од шест факултета овог универзитета, основаног 1993. године. Налази се у згради универзитета на адреси ул. Палмира Тољатија 3, ГО Нови Београд.
Факултет за математику и рачунарске науке је први приватни факултет у оквиру националног универзитетског система у Србији посвећен математици и рачунарским наукама. Факултет је основан 2013. године у саставу Алфа БК Универзитета са новом идејом студија интегрисањем математике и рачунарских наука. На овом факултету студенти усвајају знања не само из области рачунарских наука, као науке која се бави хардвером, софтвером, теоријом рачунара и његовом применом, него и знања из математичких дисциплина током свих нивоа студија.

## Студије
Студенти након успешно завршених четворогодишњих основних академских студија (осам семестара) стичу стручни назив – дипломирани информатичар. Дипломирани информатичар је, између осталог, компетентан да изводи наставу математике у основној и у средњој школи.
Мастер студије трају једну годину (два семестра) и након успешно завршених мастер студија добија се стручни назив – мастер информатичар. Уз обавезне предмете, студијски програм садржи велики број изборних предмета који омогућавају студенту профилисање у области рачунарских наука у складу са својим интересовањима.
Докторске студије трају три године (шест семестара) и после успешно положених испита и одбрањене докторске дисертације добија се научни степен – доктор наука – рачунарске науке.